# Phyllodactylus julieni
Phyllodactylus julieni is een hagedis die behoort tot de gekko's en de familie Phyllodactylidae.

## Naam en indeling
De hagedis wordt in het Papiaments aangeduid met pegapega. De wetenschappelijke naam van de soort werd voor het eerst voorgesteld door Edward Drinker Cope in 1885. De soortaanduiding julieni is een eerbetoon aan de Amerikaanse geoloog Alexis Anastay Julien (1840 – 1919).
De soort vertoont gelijkenis met de verwante soort Phyllodactylus martini, die op Curaçao, Bonaire en elders in het Caribisch Gebied voorkomt.

## Verspreiding en habitat
Phyllodactylus julieni is endemisch op Aruba. De habitat bestaat uit droge tropische en subtropische scrublands.

## Beschermingsstatus
Door de internationale natuurbeschermingsorganisatie IUCN is de beschermingsstatus 'veilig' toegewezen (Least Concern of LC).